# Julieta Castellanos
Julieta Castellanos, född 8 januari 1954 i San Francisco de Becerra, Olancho är en honduransk sociologiprofessor och människorättsaktivist.
Castellanos var del i den sanningskommission som tillsatts efter landets politiska och våldsamma kaos efter kuppen i Honduras år 2009. Hon var även med och skapade en paraplyorganisation för över 400 organisationer som stöttade civilsamhällets uppbyggande i Honduras. Hennes arbete resulterade även i kampanjer mot landets korruption inom poliskåren och försök att bekämpa våldsbrotten i landet. 
Julieta Castellanos var rektor för National Autonomous University of Honduras åren 2009-2017.
I oktober 2011 blev hennes son kidnappad och mördad av den honduranska polisen, vilket återigen lyfte frågan om korruption inom polisen. 
2013 tilldelades Julieta Castellanos International Women of Courage Award.